# Gaultheria lohitiensis
Gaultheria lohitiensis är en ljungväxtart som beskrevs av S.Panda och Sanjappa. Gaultheria lohitiensis ingår i släktet Gaultheria och familjen ljungväxter. Inga underarter finns listade i Catalogue of Life.